# جوزيف مورا
جوزيف مورا (بالإسبانية: Joseph Mora) (15 يناير 1993 بالأخويلا في كوستاريكا - ) هو لاعب كرة قدم كوستاريكي في مركز الظهير، شارك في  وFootball at the 2013 Central American Games ‏ و2011 CONCACAF U-20 Championship qualifying ‏ وبطولة تولون الدولية لكرة القدم 2015 وبطولة كونكاكاف تحت 20 سنة 2011 وكرة القدم في دورة الألعاب الأمريكية 2011 – منافسة الرجال ‏ و2013 CONCACAF U-20 Championship ‏ وكأس العالم تحت 17 سنة لكرة القدم 2009 و و2015 CONCACAF Men's Olympic Qualifying Championship ‏. وشارك مع منتخب كوستاريكا تحت 17 سنة لكرة القدم ومنتخب كوستاريكا تحت 20 سنة لكرة القدم ومنتخب كوستاريكا تحت 23 سنة لكرة القدم. أما مع النوادي، فقد لعب مع دي.سي. يونايتد وديبورتيفو سابريسا وC.S. Uruguay de Coronado ‏ وBelén F.C. ‏.

## وصلات خارجية
- جوزيف مورا على موقع الاتحاد الدولي (مؤرشف)  (الإنجليزية)
- جوزيف مورا على موقع الدوري الأمريكي (الإنجليزية)
- جوزيف مورا على موقع قاعدة بيانات كرة القدم.إي يو (الإنجليزية)
- جوزيف مورا على موقع ناشيونال فوتبول تيمز (الإنجليزية)
- جوزيف مورا على موقع Soccerway.com (الإنجليزية)
- جوزيف مورا على موقع عالم كرة القدم.نت (الإنجليزية)